# ÖBB 1064
Die Reihe 1064 sind elektrische Verschublokomotiven der ÖBB, die seit 1984 im Einsatz sind. Sie ist die größere Variante der Reihe ÖBB 1063 und wurde speziell für den harten Rollbergeinsatz in den Großverschiebebahnhöfen Wien-Kledering und in Villach-Süd Gvbf beschafft.

## Geschichte
Die Lokomotiven der Reihe 1063 waren überwiegend im Streckenverschub zum Einsatz gekommen und waren wegen ihrer schwächeren Anfahrzugkraft für den Rollbergeinsatz nicht geeignet. Deshalb entschieden sich die ÖBB, zehn sechsachsige, speziell für diesen Zweck konstruierte Abdrückloks bei der heimischen Industrie in Auftrag zu geben. Die 1064er wurden in der Zeit von 1984 bis 1990 beschafft. Mit Hilfe dieser Loks sollte vor allem die Zugbildung und -auflösung beschleunigt werden.

### Mechanische Konstruktion
Der mechanische Teil entspricht im Wesentlichen der kleinen Schwester ÖBB 1063, die 1064 ist allerdings sechsachsig und deshalb etwas länger. Die Fahrzeugkonstruktion ist nahezu identisch (zusätzlich wurde noch ein Entgleisungsschutz angebracht). Die Anordnung der Aggregate in den Vorbauten hat sich wegen der größeren Länge etwas verändert: Sie beinhalten, wie bei der Reihe 1063, alle wesentlichen elektronischen Ausrüstungsteile wie Traktionsumrichter, Bremsturm mit Lüfter, fremdbelüfteten Kerntransformator, Glättungsdrosseln und sonstige Teile. Auch sind die Scheinwerfer wie bei den Vorserienlokomotiven der Reihe 1063 angeordnet. Alle Baugruppen sind über die seitlich an den Vorbauten angebrachten Schwenktüren zugänglich.
Vorbauten und Führerstand sind bei den ersten acht Loks blutorange, der Rahmen und die Drehgestelle schwarz lackiert, an der Front befand sich ein weißer Zierspitz. Die letzten beiden Loks wurden an den Fahrzeugkästen verkehrsrot mit frontseitig achatgrauen Kontrastflächen – der Rahmen ist umbragrau mit achatgrauem Kontraststreifen– lackiert. 1064.001 bis 003 wurden 2004 verkehrsrot und ohne Warnstreifen umlackiert. Mittlerweile sind alle Lokomotiven im nahezu roten Tauchlack mit umbragrauem Rahmen und Fahrgestell unterwegs.

### Elektrische Konstruktion
Die Reihe 1064 ist eine Drehstromlok. Die Dachausrüstung entspricht jener der Reihe 1063, der Stromabnehmer war anfangs um 180° gedreht angeordnet. Haupttransformator, Antriebsprinzip, Bremsanlage und die sechs Fahrmotoren entsprechen den bei der Reihe 1063 verwendeten Typen. Hinzu kommt eine Funkfernsteuerung, die das Abdrücken der Waggons am Hauptrollberg ohne Zutun des Lokführers ermöglicht. Ab 2001 erhielten alle Loks noch zusätzlich eine Stabeg-Rangierkupplung (RK900).